# جبل بني عبيد (الطويلة)

تعديل مصدري - تعديل

جبل بني عبيد هي إحدى قرى عزلة القصبة بمديرية الطويلة التابعة لمحافظة المحويت، بلغ تعداد سكانها 421 نسمة حسب تعداد اليمن لعام 2004.